# U-Bahn Hohhot
Die U-Bahn Hohhot oder Metro Hohhot (chin. 呼和浩特地铁 Pinyin Hūhéhàotè dìtiě) ist die U-Bahn der Stadt Hohhot in der chinesischen autonomen Region Innere Mongolei. Sie wurde Ende 2019 mit der Eröffnung der ersten Linie in Betrieb genommen. Ein Ausbau auf fünf Linien mit 155 Kilometern Gesamtlänge wurde im Jahre 2015 mit dem Ziel genehmigt, dass der öffentliche Verkehr am Gesamtverkehr in Hohhot im Jahre 2020 einen Anteil von 50 Prozent und die U-Bahn einen Anteil von 15 Prozent hat. Im Jahre 2018 wurden die Ausbaupläne jedoch verworfen.

## Linien in Betrieb

### Linie 1
Linie 1 führt von Osten nach Westen durch die Stadt. Der erste Bauabschnitt der Linie 1 führt vom Jinhai-Industriepark über den Ostbahnhof zur Weißen Pagode und dem Flughafen Hohhot. Für die Ursprungsplanung der Strecke mit einer Länge von 23,2 Kilometern mit 19 Stationen wurden am 15. April 2015 von der Staatlichen Kommission für Entwicklung und Reform Investitionen in der Höhe von 15,58 Milliarden Yuan freigegeben. Es wurde eine Bauzeit von 2015 bis 2019 veranschlagt. Die Tunnelbauarbeiten wurden am 26. November 2018 – 156 Tage früher als geplant – abgeschlossen, die Eröffnung der Linie – nun mit 21,7 Kilometern Länge und 20 Stationen – fand am 29. Dezember 2019 statt. Damit war Hohhot die 38. Stadt auf dem chinesischen Festland, in der eine U-Bahn eröffnet wurde.

### Linie 2

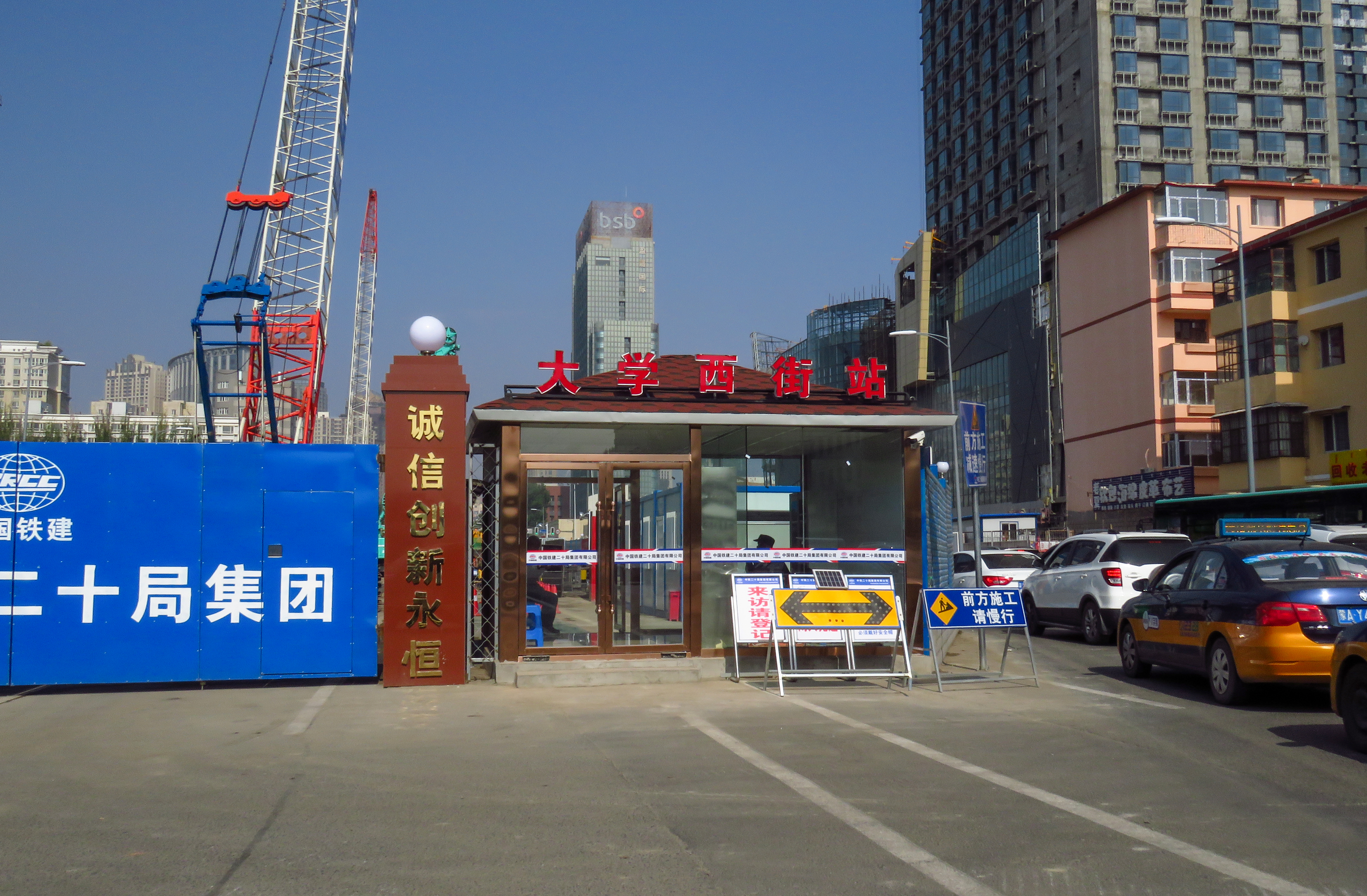
Baustelle an der Station Daxuexijie der Linie 2

Der erste Bauabschnitt der Linie 2 führt von Xindian Ost nach Maoshengying. Für die Strecke mit einer Länge von 28,2 Kilometern mit 24 Stationen wurden am 15. April 2015 von der Staatlichen Kommission für Entwicklung und Reform Investitionen in der Höhe von 18,3 Milliarden Yuan freigegeben. Es wurde eine Bauzeit von 2016 bis 2020 veranschlagt. Seit dem 1. Oktober 2020 ist die Linie 2, nunmehr von Talidonglu über den Xinhua-Platz nach A’Ershanlu eröffnet.

## Linien in Bau oder in Planung

### Linien 3, 4, 5 und 6
Der Bau von drei im Jahre 2015 geplanten Linien wurde 2018 aufgrund der hohen Verschuldung der Stadt Hohhot abgesagt. Drei Jahre später wurde die Planung, diesmal von vier neuen Linien, wieder aufgenommen.

## Betrieb
Auf beiden Linien kommen Sechswagenzüge des Typs B zum Einsatz. Sie haben eine Höchstgeschwindigkeit von 80 Kilometern pro Stunde.